# Ferdinand Hellmesberger
Ferdinand Hellmesberger (Viena, 24 de gener de 1863 - idem. 15 de març de 1940) fou un director d'orquestra, violoncel·lista i compositor austríac.
Ferdinand Hellmesberger fou el fill de Georg (1800-1873) i germà de Josef (1828-1893). Des de 1879 va ser membre de l'Hofmusikkapelle de Viena i, a partir de 1883, es va unir al quartet Hellmesberger. De 1902 a 1905 va ser mestre de capella al Volksoper de Viena i el 1910 va recórrer amb la seva orquestra a les ciutats d'Abbazia, Baden, Karlovy Vary i Marianske Lazne.
Entre els seus alumnes tingué la seva conciutadana Senta Benesch (1913-1986).